# خواکین کاپاروس
خواکین د خسوس کاپاروس کامینو (اسپانیایی: Joaquín de Jesús Caparrós Camino‎؛ زادهٔ ۱۵ اکتبر ۱۹۵۵) بازیکن بازنشسته فوتبال و مربی فوتبال اهل اسپانیا است.

## باشگاهی
از باشگاه‌هایی که در آن بازی کرده‌است می‌توان به باشگاه فوتبال رئال مادرید، باشگاه فوتبال رئال مادرید کاستیا و باشگاه فوتبال لگانس اشاره کرد.

## مربیگری
وی هم‌اکنون مربی تیم ملی فوتبال ارمنستان می‌باشد.